# Каллимы
Калли́мы, или бабочки-листовидки (лат. Kallima) — род дневных бабочек из семейства Nymphalidae. Около 10 видов. Распространены в тропическом поясе Азии и Африки. Наиболее известен вид Kallima inachus, распространённый в Южной и Юго-Восточной Азии, ставший хрестоматийным примером покровительственной окраски.

## Описание
Размах крыльев 60—120 мм. Верхняя сторона крыльев ярко окрашенная, в различные цвета, часто с металлическим блеском, нижняя — очень изменчива и по окраске похожа на засохший лист дерева (пример мимикрии). Крылья в сложенном виде напоминают сухой лист с отчетливой срединной жилкой и подобием черешка, образованного хвостиками заднего крыла. Когда бабочки садятся на ветку и складывают крылья, то визуально принимают вид сухого листа: короткими выростами задних крыльев бабочка упирается в ветку, и они представляют сходство с черешком; рисунок же и цвет задней стороны сложенных крыльев в такой степени напоминают цвет и жилкование засохшего листа, что на самом близком расстоянии бабочку чрезвычайно трудно отличить от листьев.
Два поколения за год — в сухой и влажный сезон. Второе поколение отличается меньшим размером и более тёмной окраской крыльев.

## Ареал
Юго-Восточная Азия и Африка, Индия, Цейлон.

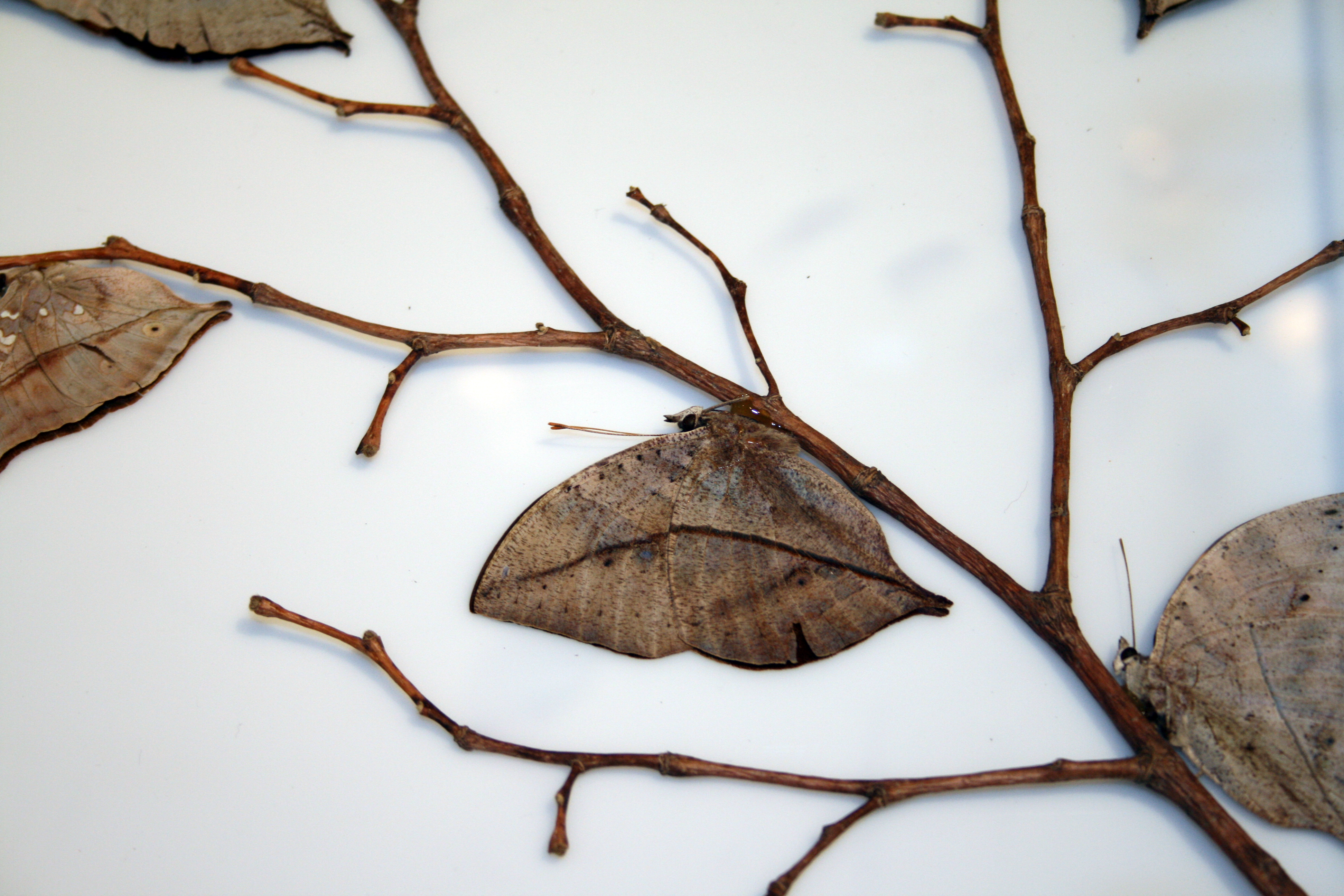
Бабочки Kallima inachus со сложенными крыльями схожи с сухими листьями

## Кормовые растения гусениц
Girardinia diversifolia (Urticaceae), Polygonum orientale (Polygonaceae), Prunus persica (Rosaceae), Hygrophila salicifolia (Acanthaceae).
А также: Lepidagathis formosensis (Acanthaceae) Strobilanthes, Strobilanthes capitatus, Strobilanthes flaccidifolius, Strobilanthes glandulifera, Strobilanthes pentastemonoides, Strobilanthes tashiroi

## Виды
- Kallima albofasciata (Moore, 1877)
- Kallima alompra (Moore, 1879)
- Kallima buxtoni (Moore, 1879)
- Kallima horsfieldi (Kollar, 1844)
- Kallima inachus (Doyere, 1840)
- Kallima limborgii (Moore, 1879)
- Kallima knyvetti (de Nicéville, 1886)
- Kallima paralekta (Horsfield, 1829)
- Kallima philarchus (Westwood, 1848)
- Kallima spiridiva (Grose-Smith, 1885)

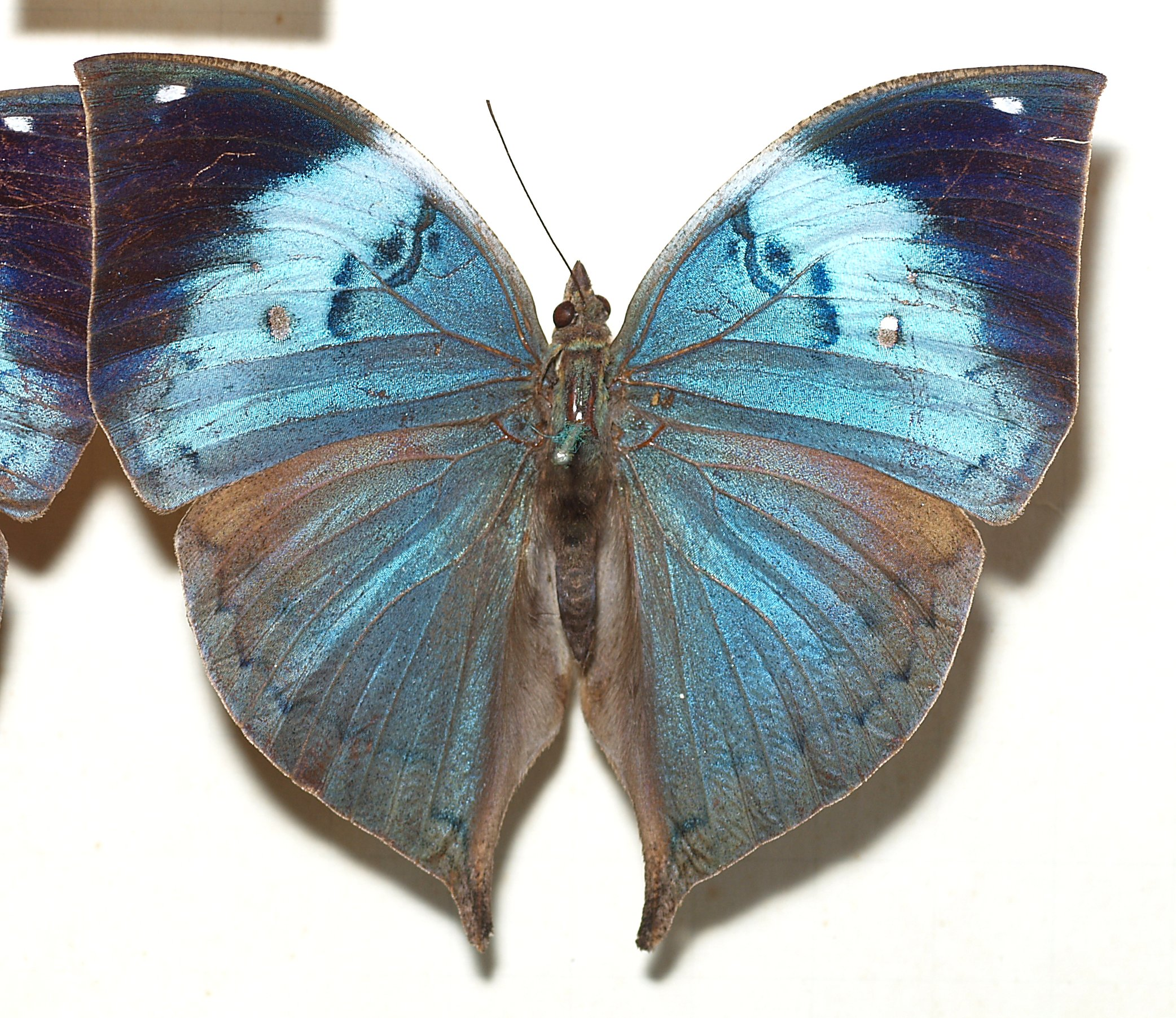
Kallima philarchus
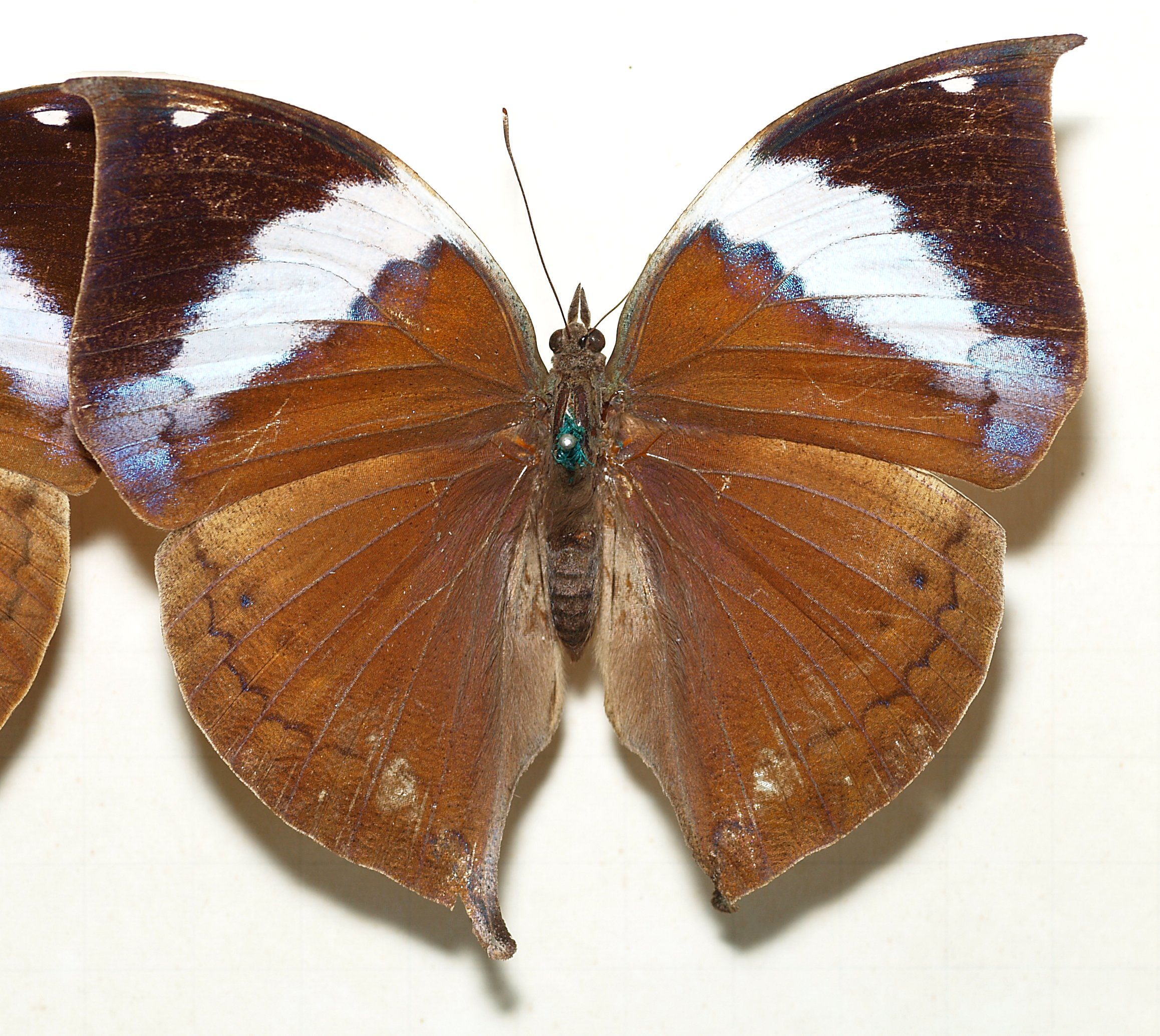
Kallima spiridiva
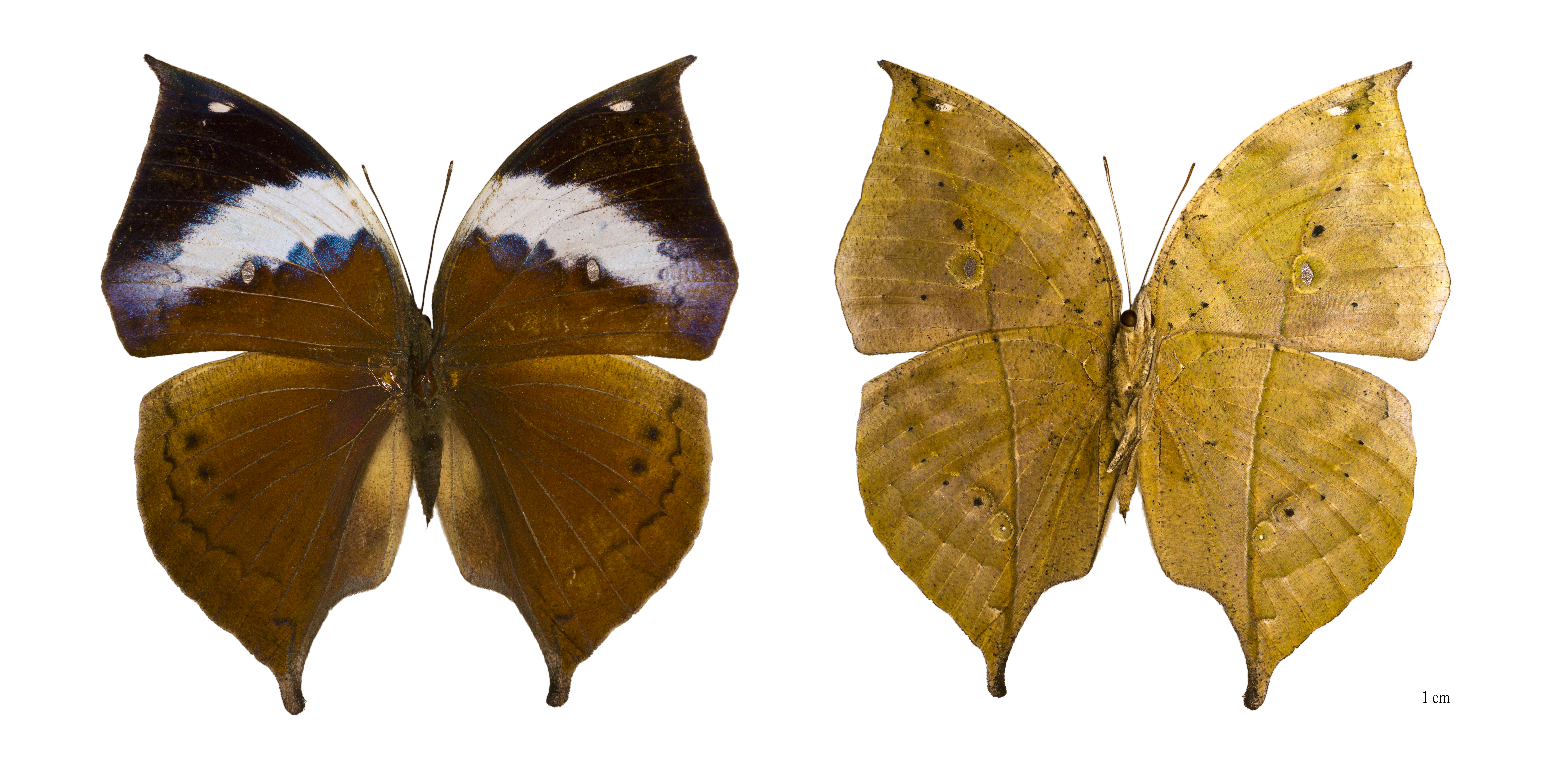
Kallima paralekta самка
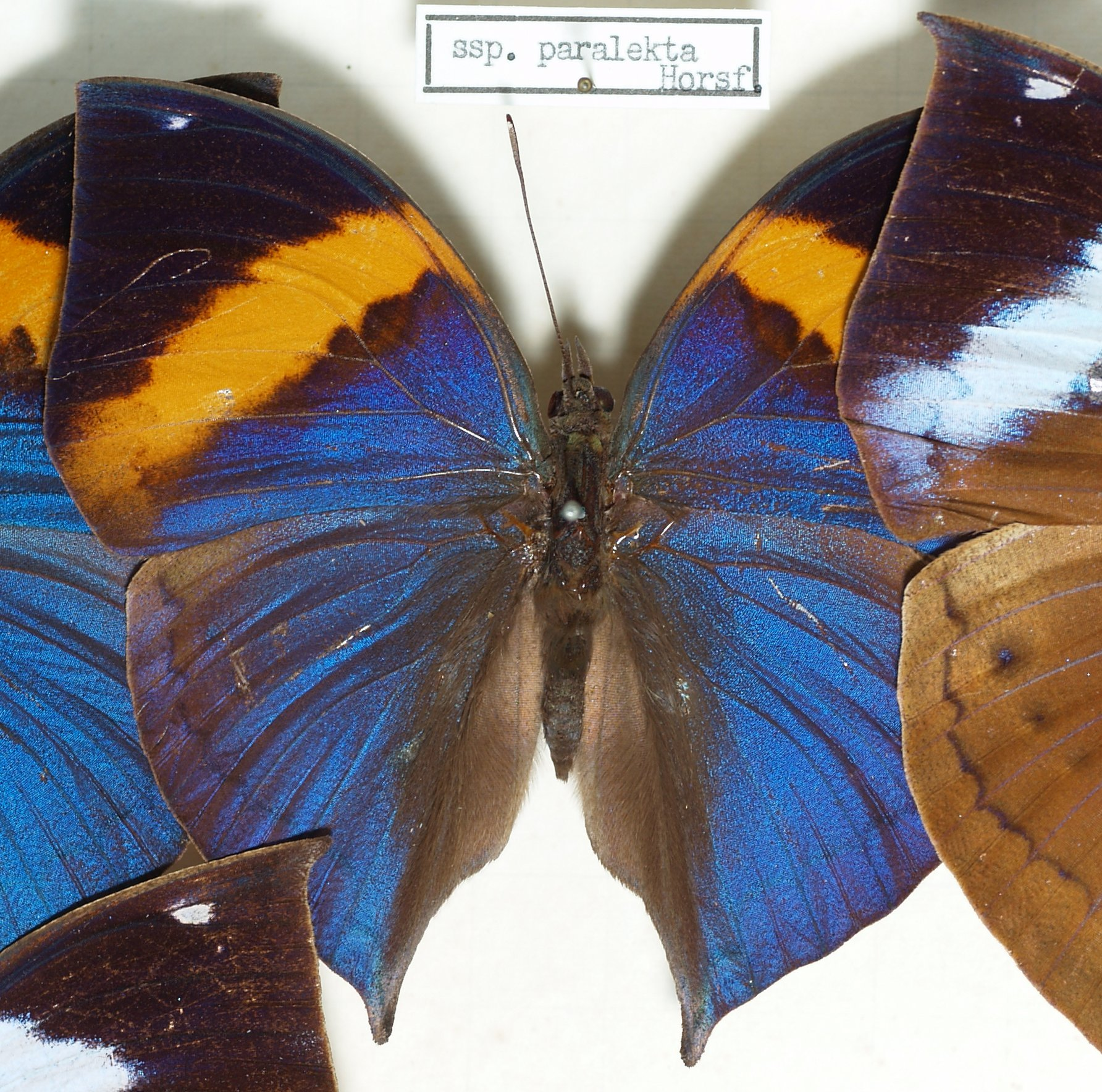
Kallima paralekta самец
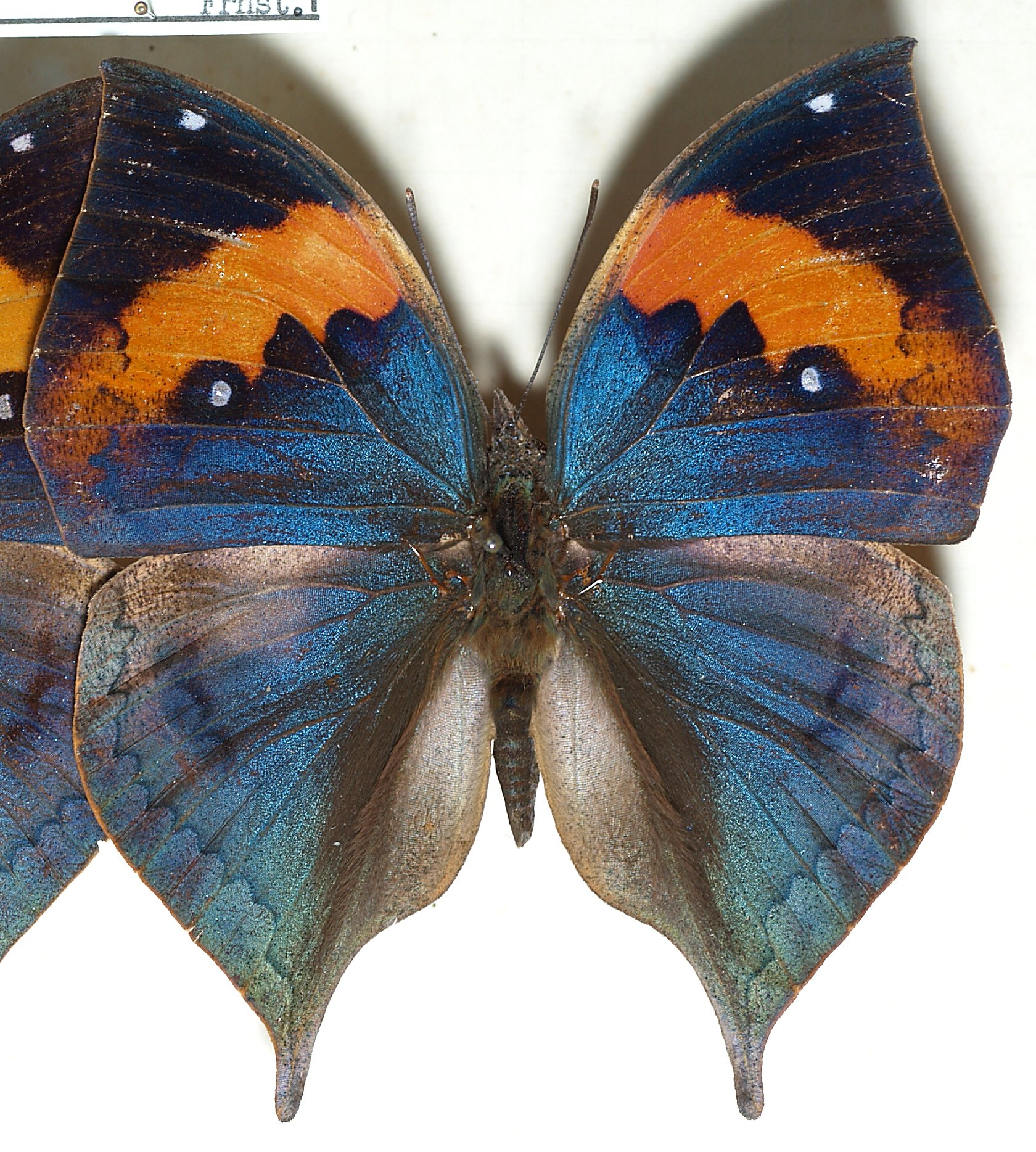
Kallima inachus formosa
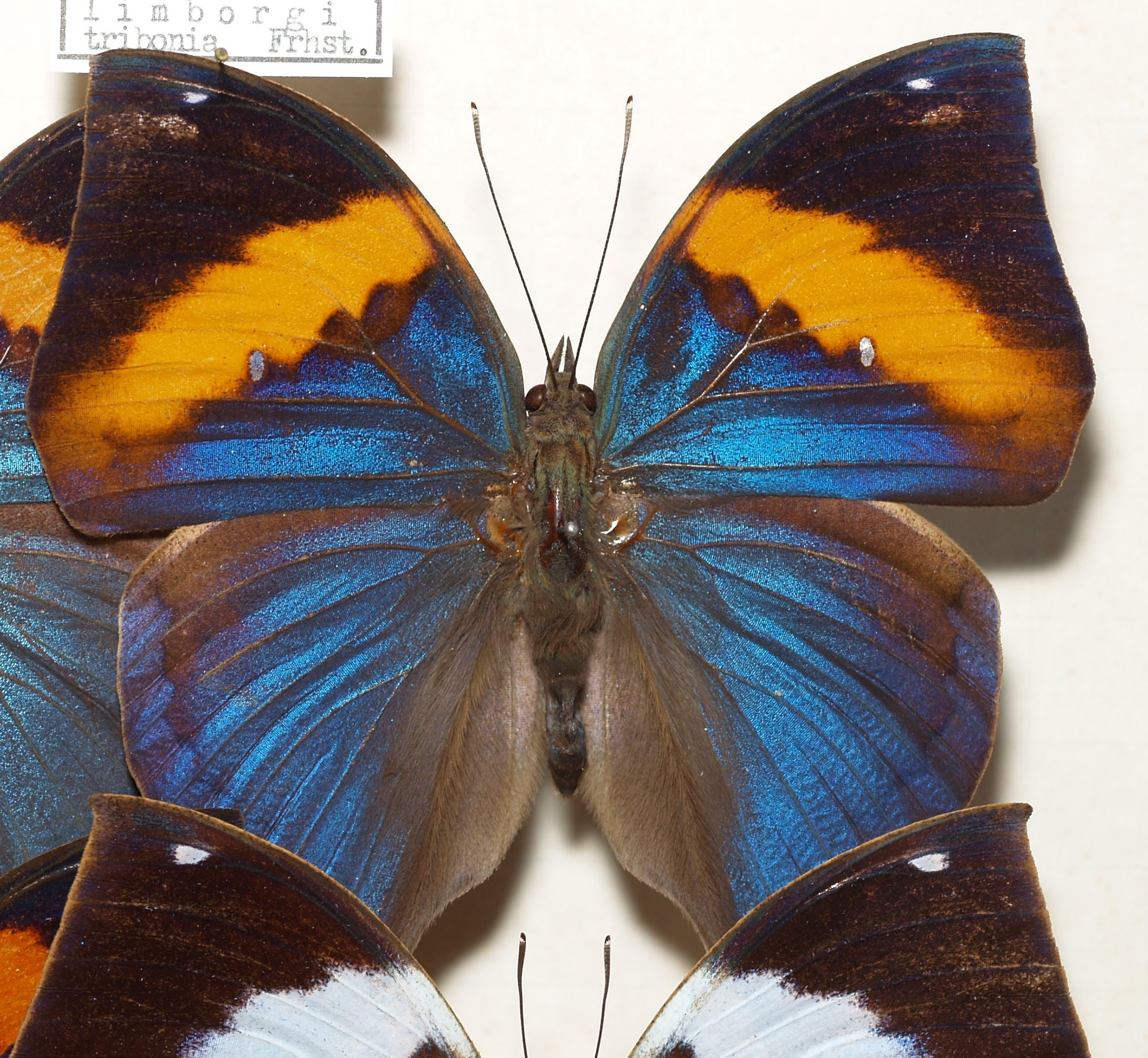
Kallima limborgi tribonia
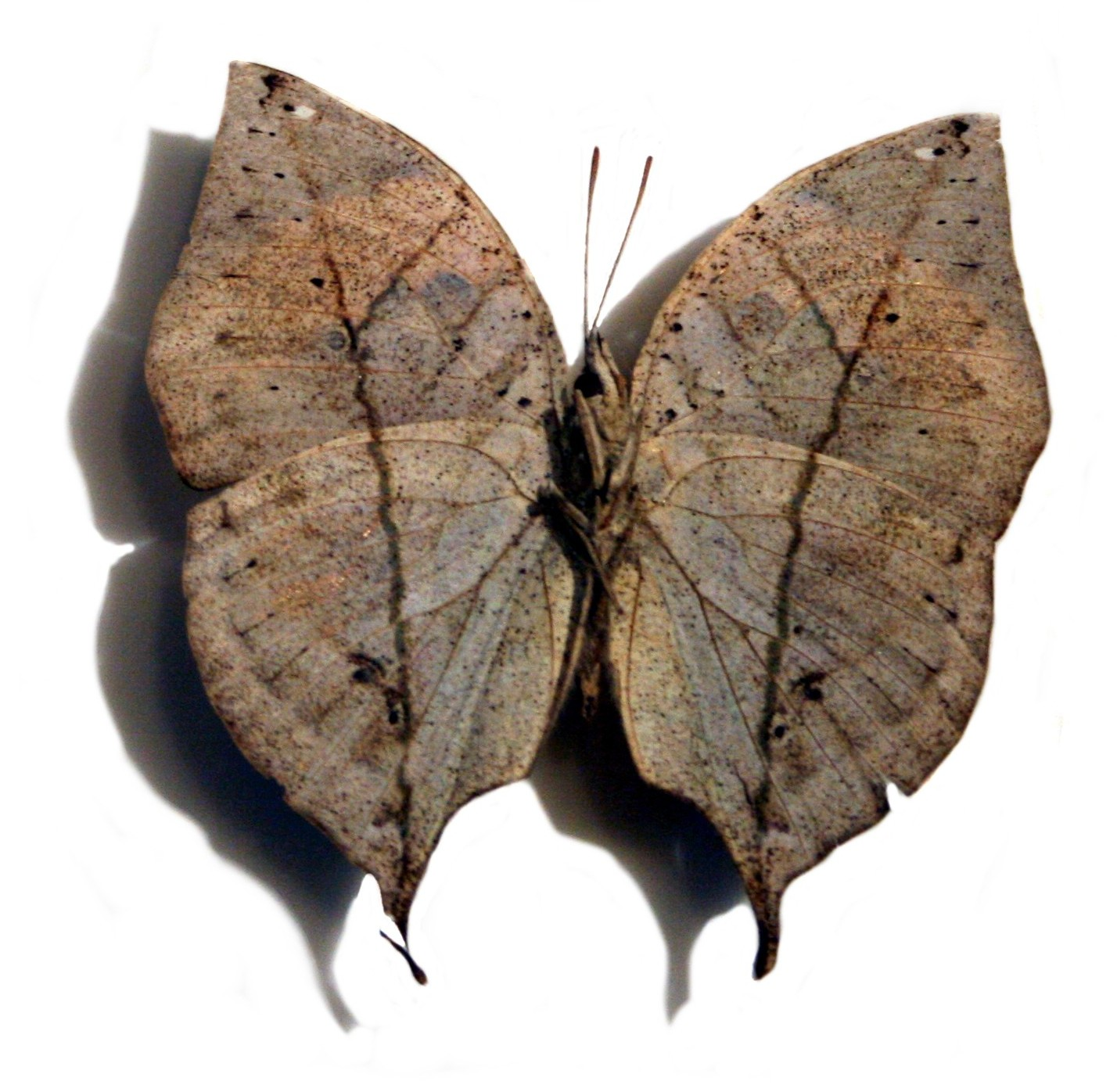
Kallima inachus Нижняя сторона крыльев
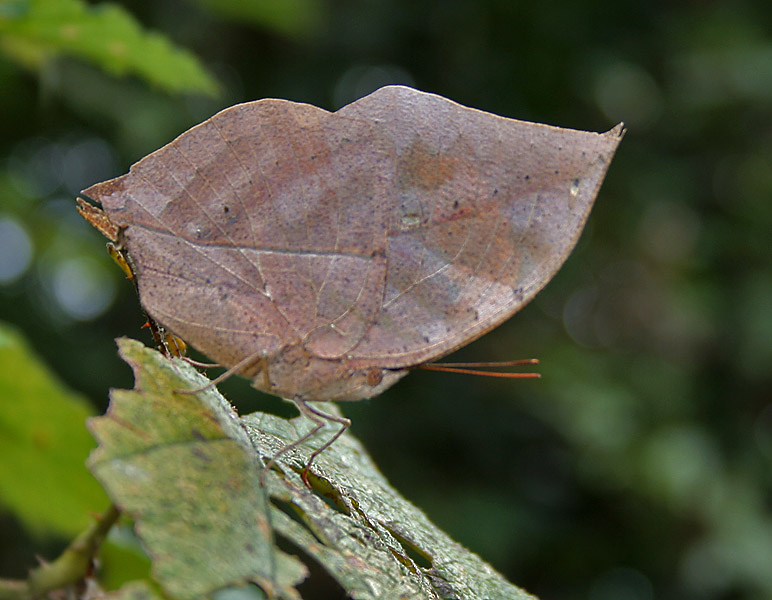
Kallima inachus со сложенными крыльями